# Chézy-en-Orxois
Chézy-en-Orxois je francouzská obec v departementu Aisne v regionu Hauts-de-France. V roce 2011 zde žilo 362 obyvatel.

## Sousední obce
Brumetz, Dammard, La Ferté-Milon, Gandelu, Macogny, Marolles (Oise), Montigny-l'Allier, Saint-Gengoulph,

## Vývoj počtu obyvatel
Počet obyvatel 